# Theophile Van Eetvelde
Theophile Van Eetvelde (* 15. Oktober 1893 in Hamme; † 14. Dezember 1978 ebenda) war ein belgischer Radrennfahrer und nationaler Meister im Radsport.

## Sportliche Laufbahn
Von 1922 bis 1925 war er als Berufsfahrer aktiv. 1923 wurde er nationaler Meister im Querfeldeinrennen. 1924 wurde er beim Sieg von Gaston Degy Dritter im Critérium international de cyclo-cross, das als Vorläufer der späteren UCI-Weltmeisterschaften galt.